# مايك فلويد
مايك فلويد (بالإنجليزية: Mike Floyd) هو رامي مطرقة بريطاني، ولد في 26 سبتمبر 1976.

## وصلات خارجية
- مايك فلويد على موقع الاتحاد الدولي لألعاب القوى (الإنجليزية)
- مايك فلويد على موقع اتحاد ألعاب الكومنولث (مؤرشف) (الإنجليزية)